# باشگاه فوتبال آلفرتون تاون
باشگاه فوتبال آلفرتون تاون (به انگلیسی: Alfreton Town Football Club) یک باشگاه فوتبال در شهر آلفرتون، کشور انگلستان است که در سال ۱۹۵۹ میلادی تأسیس شده‌است.